# Brejo Santo (kommun)
Brejo Santo är en kommun i Brasilien.   Den ligger i delstaten Ceará, i den östra delen av landet, 1 300 km nordost om huvudstaden Brasília. Antalet invånare är 45 190. Arean är 661 kvadratkilometer.
Terrängen i Brejo Santo är platt åt sydväst, men åt nordost är den kuperad.
Följande samhällen finns i Brejo Santo:
- Brejo Santo

Omgivningarna runt Brejo Santo är huvudsakligen savann. Runt Brejo Santo är det glesbefolkat, med 10 invånare per kvadratkilometer.